# Boliche nos Jogos Pan-Americanos de 2019 - Individual masculino
A competição do boliche individual masculino  foi um dos eventos do boliche nos Jogos Pan-Americanos de 2019, em Lima. Foi disputada no Centro de Boliche da Villa Deportiva Nacional Videna entre 28 e 30 de julho.

## Calendário
Horário local (UTC-5).
| Data        | Horário | Fase               |
| ----------- | ------- | ------------------ |
| 28 de julho | 9:00    | Qualificação 1–6   |
| 29 de julho | 16:00   | Qualificação 7–12  |
| 30 de julho | 9:00    | Todos contra todos |
| 30 de julho | 17:00   | Semifinal          |
| 30 de julho | 17:40   | Final              |

## Medalhistas
| Ouro   | USA Nicholas Pate                 |
| Prata  | BRA Marcelo Suartz                |
| Bronze | USA Jakob Butturff PUR Jean Perez |

## Resultados

### Qualificação
Participaram da prova 32 atletas dos quais foram realizadas 12 rodadas de qualificação no período de 28 à 29 de julho. Os oito melhores qualificados avançaram para a próxima fase. 
| Colocação | Nacionalidade            | Atleta           | Pontos | Notas |
| --------- | ------------------------ | ---------------- | ------ | ----- |
| 1         | USA Estados Unidos       | Jakob Butturff   | 2.991  | Q     |
| 2         | PUR Porto Rico           | Jean Perez       | 2.955  | Q     |
| 3         | CAN Canadá               | Dan Maclelland   | 2.847  | Q     |
| 4         | ARG Argentina            | Lucas Legnani    | 2.803  | Q     |
| 5         | BRA Brasil               | Marcelo Suartz   | 2.772  | Q     |
| 6         | USA Estados Unidos       | Nicholas Pate    | 2.759  | Q     |
| 7         | PUR Porto Rico           | Cristian Azcona  | 2.749  | Q     |
| 8         | DOM República Dominicana | Alex Prats       | 2.702  | Q     |
| 9         | CRC Costa Rica           | Marco Moretti    | 2.656  |       |
| 10        | CAN Canadá               | Francois Lavoie  | 2.656  |       |
| 11        | DOM República Dominicana | Rolando Sebelen  | 2.648  |       |
| 12        | ESA El Salvador          | Luis Bendeck     | 2.628  |       |
| 13        | CRC Costa Rica           | Jonaykel Conejo  | 2.616  |       |
| 14        | PER Peru                 | Yum Ishikawa     | 2.612  |       |
| 15        | MEX México               | José LLergo      | 2.609  |       |
| 16        | BRA Brasil               | Bruno Costa      | 2.603  |       |
| 17        | BER Bermudas             | Damien Matthews  | 2.572  |       |
| 18        | VEN Venezuela            | Ildemaro Ruiz    | 2.547  |       |
| 19        | MEX México               | Arturo Quintero  | 2.526  |       |
| 20        | VEN Venezuela            | Luis Rovaina     | 2.521  |       |
| 21        | GUA Guatemala            | Armando Batres   | 2.489  |       |
| 22        | PER Peru                 | Adrian Guibu     | 2.484  |       |
| 23        | COL Colômbia             | Manuel Otalora   | 2.459  |       |
| 24        | COL Colômbia             | Alfredo Quintana | 2.448  |       |
| 25        | GUA Guatemala            | Diego Aguilar    | 2.442  |       |
| 26        | PAN Panamá               | Donald Lee       | 2.421  |       |
| 27        | BER Bermudas             | David Maycock    | 2.418  |       |
| 28        | ARG Argentina            | Jonathan Hocsman | 2.369  |       |
| 29        | ARU Aruba                | Yannick Roos     | 2.362  |       |
| 30        | ESA El Salvador          | Julio Acosta     | 2.317  |       |
| 31        | ARU Aruba                | Jonathan J.Bremo | 2.183  |       |
| 32        | PAN Panamá               | Santiago Escobar | 2.183  |       |

### Todos contra todos
Os oito atletas remanescentes realizaram oito rodadas, sendo que os quatro melhores avançaram para a semifinal. 
| Colocação | Nacionalidade            | Atleta          | Pontos | Notas |
| --------- | ------------------------ | --------------- | ------ | ----- |
| 1         | USA Estados Unidos       | Jakob Butturff  | 2.058  | Q     |
| 2         | BRA Brasil               | Marcelo Suartz  | 1.857  | Q     |
| 3         | USA Estados Unidos       | Nicholas Pate   | 1.821  | Q     |
| 4         | PUR Porto Rico           | Cristian Azcona | 1.798  | Q     |
| 5         | ARG Argentina            | Lucas Legnani   | 1.716  |       |
| 6         | PUR Porto Rico           | Jean Perez      | 1.689  |       |
| 7         | CAN Canadá               | Dan Maclelland  | 1.594  |       |
| 8         | DOM República Dominicana | Alex Prats      | 1.569  |       |

### Semifinal
A semifinal ocorreu dia 30 de julho com início às 17:00. 
| Posição | Colocação | Nacionalidade      | Atleta         | Total | Notas |
| ------- | --------- | ------------------ | -------------- | ----- | ----- |
| 1       | 1         | USA Estados Unidos | Nicholas Pate  | 275   | Q     |
| 1       | 2         | USA Estados Unidos | Jakob Butturff | 268   |       |
| 2       | 1         | BRA Brasil         | Marcelo Suartz | 234   | Q     |
| 2       | 2         | PUR Porto Rico     | Jean Perez     | 213   |       |

### Final
A final foi realizada no dia 30 de julho às 17:40. 
| Colocação        | Nacionalidade      | Atleta         | Total | Notas |
| ---------------- | ------------------ | -------------- | ----- | ----- |
| Medalha de ouro  | USA Estados Unidos | Nicholas Pate  | 190   |       |
| Medalha de prata | BRA Brasil         | Marcelo Suartz | 189   |       |